# Prinzregentenstraße 19 (Bad Kissingen)

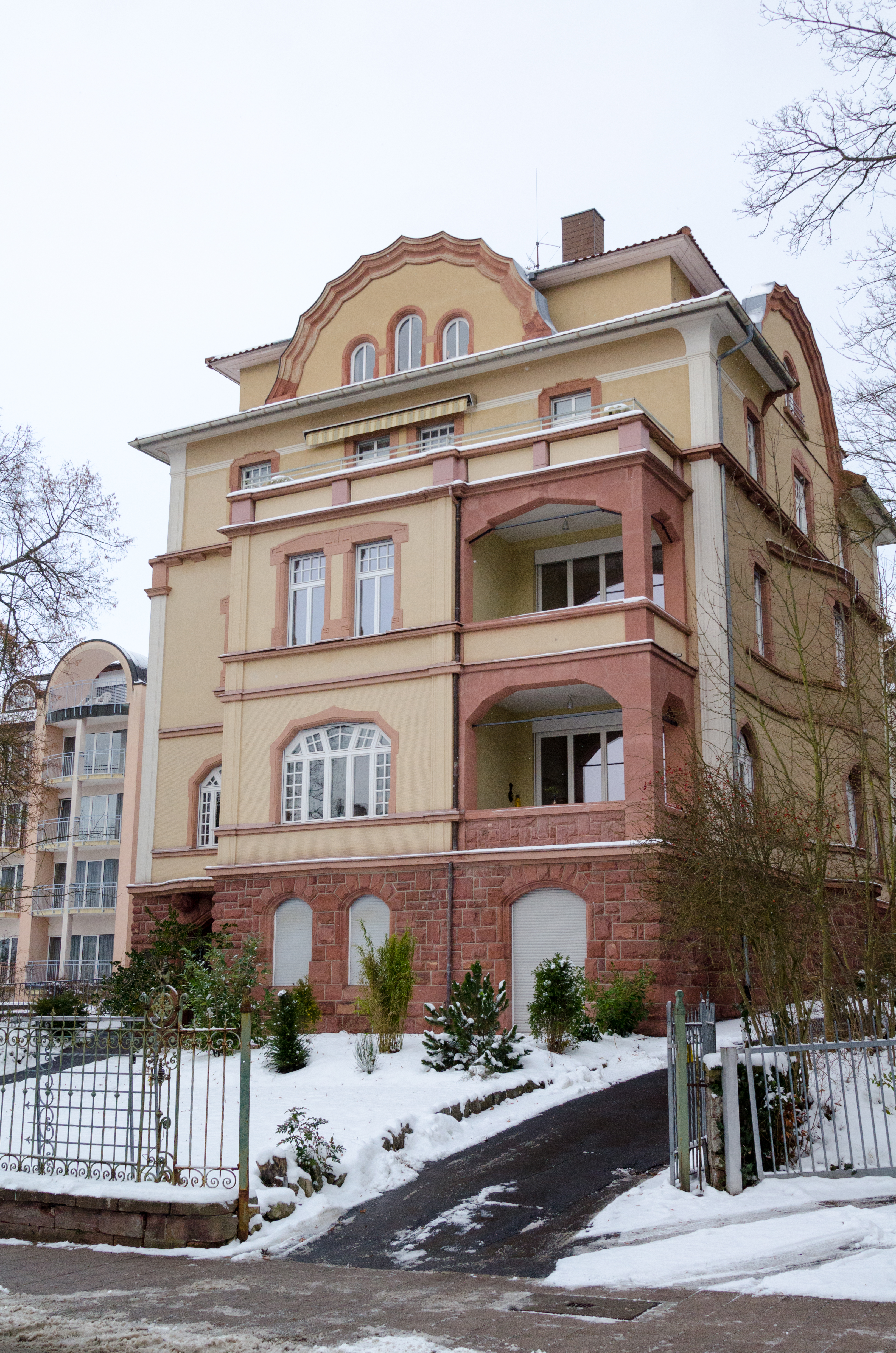
Prinzregentenstraße 19 in Bad Kissingen

Die Villa Prinzregentenstraße 19 in Bad Kissingen, der Großen Kreisstadt des unterfränkischen Landkreises Bad Kissingen, gehört zu den Bad Kissinger Baudenkmälern und ist unter der Nummer D-6-72-114-80 in der Bayerischen Denkmalliste registriert.

## Geschichte
Die Villa wurde im Jahr 1906 von dem Architekten August Gleißner im Jugendstil errichtet. Bei dem Anwesen handelt es sich um einen dreigeschossigen Walmdachbau mit bossiertem Sockelgeschoss, loggienartigem Risalit und Fächergiebeln. Die Formgebung ist nicht in der relativ konzeptionellen Baukörpergestaltung, dafür aber im Baudetail etwas eigenwillig und hat ihren Höhepunkt im fächerförmigen Zwerchhausgiebel, durch den die Villa einen leicht exotischen Akzent bekommt.